# Frogner (Oslo)
Frogner is een wijk in Oslo, Noorwegen. De wijk omvat het traditionele Frogner, de wijk en schiereiland Bygdøy, Uranienborg en Majorstuen. In 2011 waren er 51.120 inwoners.
Het gebied werd onderdeel van Oslo (toen Christiania) in 1878. De wijk is genoemd naar Frogner Hovedgård, een 18e-eeuws landgoed.
Op 1 januari 2004 werden Uranienborg-Majorstuen en Bygdøy-Frogner samengevoegd met Frogner waardoor de nieuwe grotere wijk met deze naam ontstond.
Het Frognerpark is in de wijk gelegen.
Alna · 
Bjerke · 
Frogner · 
Gamle Oslo · 
Grorud · 
Grünerløkka · 
(Marka) · 
Nordstrand · 
Nordre Aker · 
Østensjø ·
Sagene · 
(Sentrum) · 
St. Hanshaugen · 
Stovner · 
Søndre Nordstrand · 
Ullern · 
Vestre Aker